# Парламентские выборы в Румынии (1939)
Выборы в парламент Румынии прошли в стране с 1 по 2 июня 1939 года. 1 июня избирались кандидаты в Палату депутатов (нижняя палата), а 2 июня — кандидаты в Сенат (верхняя палата). Единственной партией на выборах стал Фронт национального возрождения (рум. Frontul Renașterii Naționale), выигравший все места в парламенте. Это было связано с тем, что с февраля 1938 года страна находилась в состоянии королевской диктатуры короля Кароля II, введённой им с помощью конституции страны 1938 года.

## Обстановка накануне выборов

### Режим королевской диктатуры

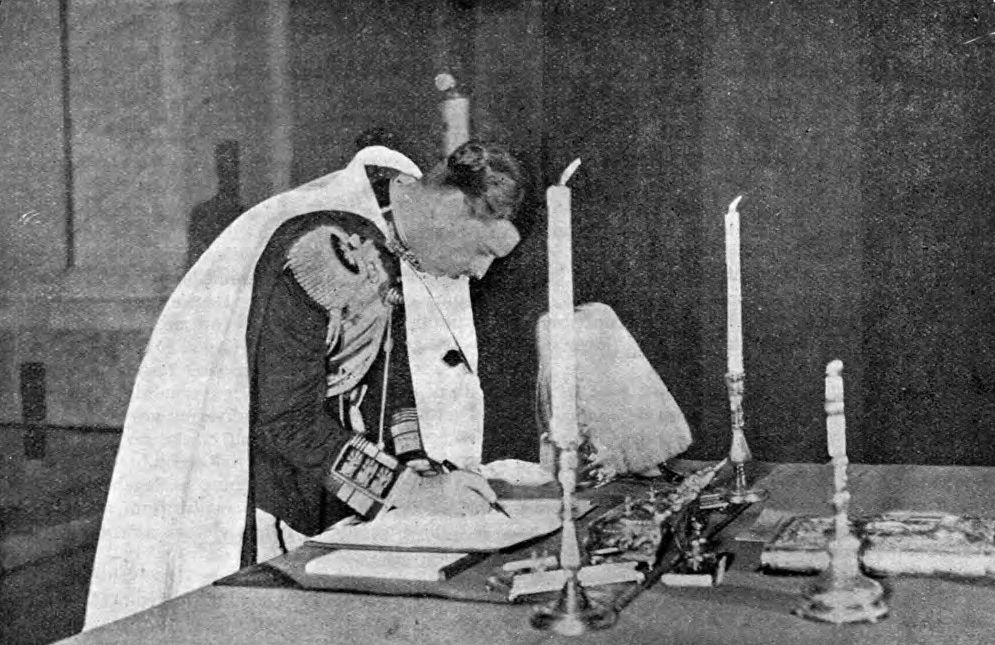
Кароль II подписывает новую конституцию Румынии (27 февраля 1938)

Предыдущие выборы в Румынии проходили в декабре 1937 года. Король Кароль II, правивший страной с 1930 года, назначил новым премьер-министром ультраправого политика Октавиана Гогу (несмотря на то, что его Национальная христианская партия набрала лишь около 9% голосов избирателей и была на четвёртом месте). 18 января 1938 года Гога потребовал у короля распустить парламент, на что тот согласился, рассчитывая провести следующие выборы 2 марта 1938 года. Однако, встревоженный сотрудничеством Национальной христианской партии и «Железной гвардии», Кароль II принял решение 10 февраля 1938 года отправить правительство Гоги в отставку объявить в стране чрезвычайное положение и сообщить лидерам политических партий о разработке новой конституции. 20 февраля 1938 года Кароль II представил проект новой конституции Румынии, подготовленный Истрате Микеску на базе предложений короля. 24 февраля 1938 года в стране в устной форме прошёл референдум (участие в нём было обязательным) о принятии этой конституции, на котором 99,87 % избирателей проголосовало «за».
Конституция была официально подписана королём и опубликована в газете «Monitorul Oficial» 27 февраля 1938 года. В результате принятия нового основного закона в Румынии установился режим королевской диктатуры. Теперь именно монарху принадлежала законодательная инициатива, правительство теперь было подотчётно только ему, король также получал право на роспуск парламента в любой момент, что давало ему чрезвычайные полномочия (именно так первое время и было на практике ввиду распущенного в январе 1938 года парламента), и только он имел право на инициативу по дальнейшей реформе конституции. Права граждан были сильно уменьшены: отменялась свобода массовых собраний, запрещена «революционная пропаганда», принятые в 1937—1938 годах правительством Гоги антисемитские законы не отменялись.
После отставки правительства Гогу 10 февраля 1938 года новым премьер-министром был назначен патриарх Мирон (глава Румынской православной церкви), который пробыл в этой должности до своей смерти из-за бронхопневмонии 6 марта 1939 года. Его в тот же день сменил тогдашний министр внутренних дел Арманд Кэлинеску, который был действующим премьер-министром страны на момент парламентских выборов 1939 года.

### Новые правила выборов
Конституция 1938 года изменила и порядок выборов: члены Палаты Депутатов теперь делятся на три категории с равным числом депутатов от каждой: представители аграрного сектора, сектора промышленности и торговли, а также представители интеллигенции. Половина членов Сената назначаются королём, а вторая половина — представителями профсоюзов, членами королевской семьи и религиозными деятелями (к примеру, епископами). Уменьшилось и количество избирателей, поскольку право голоса теперь предоставлялось с 30 лет, а не с 21 года, как раньше. Были сформированы одиннадцать избирательных округов, в каждом из которых было деление избирателей и кандидатов по трём вышеупомянутым категориям. Количество мест варьировалось от пяти до десяти на каждую категорию в каждом избирательном округе, независимо от числа избирателей здесь, что иногда приводило к «переполнению» округа кандидатами. Каждый избиратель имел число голосов, равное числу мест в парламенте. Число мест было сокращено: в Палате депутатов — с 387 до 258, в Сенате — со 113 до 88.

## Результаты
По результатам выборов единственная разрешённая в стране партия — Фронт национального возрождения — заняла абсолютно все места как в Палате депутатов, так и в Сенате. За кандидатов от этой партии отдали голоса все участвовавшие на выборах избиратели, не считая 78 045 испорченных бюллетеней (4,69 % от всех бюллетеней).
| Партия                     | Партия                            | в Палату депутатов | в Палату депутатов | в Палату депутатов | в Сенат | всего | всего |
| Партия                     | Партия                            | Голоса             | %                  | Мест               | Мест    | Мест  | %     |
| -------------------------- | --------------------------------- | ------------------ | ------------------ | ------------------ | ------- | ----- | ----- |
|                            | «Фронт национального возрождения» | 1 587 514          | 100 %              | 258                | 88      | 346   | 100 % |
|                            |                                   |                    |                    |                    |         |       |       |
| Действительные бюллетени   | Действительные бюллетени          | 1 587 514          | 95,31 %            | —                  | —       | —     | —     |
| Недействительные бюллетени | Недействительные бюллетени        | 78 045             | 4,69 %             | —                  | —       | —     | —     |
| Всего бюллетеней           | Всего бюллетеней                  | 1 665 559          | 100 %              | —                  | —       | —     | —     |